# Sirindhornia curvicosta
Sirindhornia curvicosta is een vlinder uit de familie bladrollers (Tortricidae). De wetenschappelijke naam van de soort is voor het eerst geldig gepubliceerd in 2014 door Sopita Muadsub & Nantasak Pinkaew.

## Type
- holotype: "male. 22-23.XII.2011. genitalia slide NP 2071"
- instituut: KKIC, Nakhon Pathom, Thailand
- typelocatie: "Thailand, Chanthaburi Prov., Ang-Ed Com. for., ca 33 m, 12°36'04"N 102°19'50"E"